# Nederlands landskampioenschap voetbal 1922/1923
Třicátý pátý ročník Nederlands landskampioenschap voetbal (česky: Nizozemské fotbalové mistrovství) se účastnilo opět 43 klubů, které byly rozděleny do čtyř skupin (Východní, západní, jižní a západní).
Vítězové skupin odehrály zápasy v jedné skupině každý s každým. Titul získal poprvé v klubové historii RC Heemstede.